# (565) Marbachia
(565) Marbachia ist ein Asteroid des Hauptgürtels, der am 9. Mai 1905 vom deutschen Astronomen Max Wolf in Heidelberg entdeckt wurde.
Der Asteroid ist benannt nach der deutschen Stadt Marbach am Neckar.